# Quarante-neuvième district congressionnel de Californie
Le 49e district congressionnel de Californie est un district de l'État de Californie aux États-Unis. Le district est représenté le Démocrate par Mike Levin. 
Le district couvre actuellement les zones côtières du nord du Comté de San Diego, notamment Oceanside, Vista, Carlsbad, Encinitas, Solana Beach et certaines parties de Del Mar, ainsi qu'une partie du sud du Comté d'Orange, notamment San Clemente, Dana Point, San Juan Capistrano, Ranch Ladera, Laguna Niguel et Coto de Caza.[4] Le camp de base du Corps des Marines Pendleton se trouve dans le district.
Aux élections de 2016, Darrell Issa a gagné avec une marge de moins de 1 %. Lors des élections de 2018, cette circonscription était considérée comme un champ de bataille majeur. Le Représentant Issa a annoncé qu'il ne se représenterait pas.[5] À la suite des élections du 6 novembre 2018, le Démocrate Mike Levin est devenu Représentant du district.

## Géographie
| #  | Comté     | Siège     | Population |
| -- | --------- | --------- | ---------- |
| 59 | Orange    | Santa Ana | 3 135 755  |
| 73 | San Diego | San Diego | 3 269 973  |

Depuis le redécoupage de 2020, le 49e district congressionnel de Californie est situé dans le sud de la Californie. Il couvre le Nord du Comté de San Diego et le sud-est du Comté d'Orange.
Le Comté de San Diego est divisé entre ce district, le 48e district et le 50e district. Ils sont séparés par Gavilan Mountain Rd, Sandia Creek Dr, De Luz Rd, Marine Corps Base Pendleton, Sleeping Indian Rd, Tumbleweed Ln, Del Valle Dr, Highland Oak St, Olive Hill Rd, Via Puerta del Sol, N River Rd, Highway 76, Old River Rd, Little Gopher Canyon Rd, Camino Cantera, Corre Camino, Tierra del Cielo, Elevado Rd, Vista Grande Dr, Warmlands Ave, Queens Way, Canciones del Cielo, Camino Loma Verde, Alessandro Trail, Friendly Dr, Edgehill Rd, Catalina Heights Way, Deeb Ct, Foothill Dr, Clarence Dr, Highway S14, Smilax Rd, Poinsetta Ave, W San Marcos Blvd, Diamond Trail Preserve, S Rancho Santa Rd, San Elijo Rd, Rancho Summitt Dr, Escondido Creek, El Camino del Norte, San Elijo Lagoon, Highland Dr, Avacado Pl, Jimmy Durante Blvd, San Dieguito Dr, 8th St, Nob Ave, Highway S21, and the San Diego Northern Railway. Le 49e district comprend les villes de Carlsbad, Oceanside, Encinitas, Solana Beach, Del Mar et Vista, ainsi que les census-designated places de Camp Pendleton Mainside et Camp Pendleton South.
Le Comté d'Orange est divisé entre ce district, le 40e district et le 47e district. Ils sont séparés par Alicia Parkway, Pacific Park Dr, San Joaquin Hills Trans Corridor, Cabot Rd, San Diego Freeway, Via Escolar, Arroyo Trabuco Creek, Oso Parkway, Thomas F Riley Wilderness Park, and Ronald W Casper's Wilderness Park, Aliso & Wood Canyons, Vista del Sol, Highway 1, Stonington Rd, Virginia Way, 7th Ave, and Laguna Beach. Le 49e district comprend les villes de San Clemente, San Juan Capistrano, Dana Point et Laguna Nigel, ainsi que la census-designated place de Ladera Ranch, Las Flores et Rancho Mission Viejo.

### Villes et CDP de 10 000 personnes ou plus
- Oceanside - 174 068
- Carlsbad - 114 746
- Vista - 98 381
- Laguna Nigel - 64 355
- San Clemente - 64 293
- Encinitas - 62 007
- San Juan Capistrano - 35 196
- Dana Point - 33 107
- Ladera Point - 26 170
- Solana Beach - 12 941
- Camp Pendleton South - 12 468
- Rancho Mission Viejo - 10 378

### de 2500 à 10 000 personnes
- Camp Pendleton Mainside - 9683
- Las Flores - 5995
- Del Mar - 3954

## Historique de vote
| Année | Poste                               | Résultats                      |
| ----- | ----------------------------------- | ------------------------------ |
| 1992  | Président                           | Clinton 43,4 % – 31,5 %        |
| 1992  | Sénateur                            | Boxer 49,3 % – 41,5 %          |
| 1992  | Sénateur (Spéciale)                 | Feinstein 53,9 % – 38,7 %      |
| 1994  | Gouverneur                          | Wilson 57,4 % – 38,2 %         |
| 1994  | Sénateur                            | Huffington 46,1 % - 45,9 %     |
| 1996  | Président                           | Clinton 48,9 % - 40,3 %        |
| 1998  | Gouverneur                          | Davis 54,5 % - 40,6 %          |
| 1998  | Sénateur                            | Boxer 51,9 % – 43,8 %          |
| 2000  | Président                           | Gore 52,6 % – 41,5 %           |
| 2000  | Sénateur                            | Feinstein 58,7 % – 33,8 %      |
| 2002  | Gouverneur                          | Simon 59,8 % – 32,9 %          |
| 2003  | Recall,                             | Oui 74,5 % - 25,5 %            |
| 2003  | Recall,                             | Schwarzenegger 66,3 % – 17,1 % |
| 2004  | Président                           | Bush 62,5 % – 36,5 %           |
| 2004  | Sénateur                            | Jones 54,2 % – 41,6 %          |
| 2006  | Gouverneur                          | Schwarzenegger 71,4 % – 24,1 % |
| 2006  | Sénateur                            | Mountjoy 52,5 % – 42,5 %       |
| 2008  | Président                           | McCain 53,0 % – 45,1 %         |
| 2010  | Gouverneur                          | Whitman 56,5 % – 36,1 %        |
| 2010  | Sénateur                            | Fiorina 59,3 % – 34,3 %        |
| 2012  | Président                           | Romney 52,4 % – 45,7 %         |
| 2012  | Sénateur                            | Emken 53,3 % - 46,7 %          |
| 2014  | Gouverneur                          | Kashkari 55,0 % – 45,0 %       |
| 2016  | Président                           | Clinton 50,7 % – 41,1 %        |
| 2016  | Sénateur                            | Harris 60,3 % – 39,7 %         |
| 2018  | Gouverneur                          | Newsom 51,5 % – 48,5 %         |
| 2018  | Lieutenant-Gouverneur,              | Kounalakis 61,6 % - 38,4 %     |
| 2018  | Secrétaire d'État,                  | Padilla 53,3 % - 46,7 %        |
| 2018  | Contrôleur,                         | Yee 53,7 % - 46,3 %            |
| 2018  | Trésorier,                          | Ma 52,8 % - 47,2 %             |
| 2018  | Procureur Général,                  | Becerra 52,8 % - 47,2 %        |
| 2018  | Commissaire aux Assurances,         | Poizner 56,7 % - 43,3 %        |
| 2018  | Board of Equalization, 4e district, | Anderson 50,4 % - 49,6 %       |
| 2018  | Sénateur                            | Feinstein 53,2 % - 46,8 %      |
| 2020  | Président                           | Biden 55,2 % – 42,5 %          |
| 2021  | Recall                              | Non 51,5 % - 48,5 %            |
| 2022  | Gouverneur                          | Newsom 50,4 % - 49,6 %         |
| 2022  | Sénateur                            | Padilla 52,2 % 47,8 %          |
| 2022  | Sénateur (Spéciale)                 | Padilla 52,1 % - 47,9 %        |

## Liste des Représentants du district
| Membre                          | Parti       | Années                          | Congrès     | Histoire électorale | Zone géographique |
| ------------------------------- | ----------- | ------------------------------- | ----------- | --- | --- |
| District créé le 3 janvier 1993 |             |                                 |             | | |
| Lynn Schenk (en)                | Démocrate   | 3 janvier 1993 - 3 janvier 1995 | 103e        | Élue en 1992. Perds sa réélection. | 1993–2003 San Diego (San Diego)                                                                                                 |
| Brian Billbray (en)             | Républicain | 3 janvier 1995 - 3 janvier 2001 | 104e - 106e | Élu en 1994. Réélu en 1996. Réélu en 1998. Perds sa réélection. | 1993–2003 San Diego (San Diego)                                                                                                 |
| Susan Davis                     | Démocrate   | 3 janvier 2001 - 3 janvier 2003 | 107e        | Élue en 2000. Redécoupage vers le 53e district. | 1993–2003 San Diego (San Diego)                                                                                                 |
| Darrell Issa                    | Républicain | 3 janvier 2003 - 3 janvier 2019 | 108e - 115e | Redécoupage vers le 48e district et réélu en 2002. Réélu en 2004. Réélu en 2006. Réélu en 2008. Réélu en 2010. Réélu en 2012. Réélu en 2014. Réélu en 2016. Retrait. | 2003–2013 Riverside (Temecula), San Diego (Oceanside)                                                                           |
| Darrell Issa                    | Républicain | 3 janvier 2003 - 3 janvier 2019 | 108e - 115e | Redécoupage vers le 48e district et réélu en 2002. Réélu en 2004. Réélu en 2006. Réélu en 2008. Réélu en 2010. Réélu en 2012. Réélu en 2014. Réélu en 2016. Retrait. | 2013–2023 Orange (Partie Sud/Dana Point, San Clemente) , San Diego (Partie Nord/Carlsband, Oceanside)                           |
| Mike Levin                      | Democratic  | 3 janvier 2019 - en cours       | 116e - 119e | Élu en 2018. Réélu en 2020. Réélu en 2022. Réélu en 2024. | |
| Mike Levin                      | Democratic  | 3 janvier 2019 - en cours       | 116e - 119e | Élu en 2018. Réélu en 2020. Réélu en 2022. Réélu en 2024. | 2023–présent: Partie nord du comté de San Diego (Carlsband, Oceanside), partie sud du comté d'Orange (San Clemente, Dana Point) |

## Résultats des récentes élections
Voici les résultats des dix précédents cycles électoraux dans le district.

### 2004
| Élection de 2004 du 49e district congressionnel de Californie | Élection de 2004 du 49e district congressionnel de Californie | Élection de 2004 du 49e district congressionnel de Californie | Élection de 2004 du 49e district congressionnel de Californie | Élection de 2004 du 49e district congressionnel de Californie |
| ------------------------------------------------------------- | ------------------------------------------------------------- | ------------------------------------------------------------- | ------------------------------------------------------------- | ------------------------------------------------------------- |
| Parti                                                         | Parti                                                         | Candidat                                                      | Votes                                                         | %                                                             |
|                                                               | Républicain                                                   | Darrel Issa (sortant)                                         | 141 658                                                       | 62,6                                                          |
|                                                               | Démocrate                                                     | Michael P. Byron                                              | 79 057                                                        | 34,9                                                          |
|                                                               | Libertarien                                                   | Lars R. Grossmith                                             | 5751                                                          | 2,5                                                           |
| Total des votes                                               | Total des votes                                               | Total des votes                                               | 226 466                                                       | 100%                                                          |
|                                                               | Les Républicains conservent                                   |                                                               |                                                               |                                                               |

### 2006
| Élection de 2006 du 49e district congressionnel de Californie | Élection de 2006 du 49e district congressionnel de Californie | Élection de 2006 du 49e district congressionnel de Californie | Élection de 2006 du 49e district congressionnel de Californie | Élection de 2006 du 49e district congressionnel de Californie |
| ------------------------------------------------------------- | ------------------------------------------------------------- | ------------------------------------------------------------- | ------------------------------------------------------------- | ------------------------------------------------------------- |
| Parti                                                         | Parti                                                         | Candidat                                                      | Votes                                                         | %                                                             |
|                                                               | Républicain                                                   | Darrel Issa (sortant)                                         | 98 891                                                        | 63,3                                                          |
|                                                               | Démocrate                                                     | Jeeni Criscenzo                                               | 52 227                                                        | 33,5                                                          |
|                                                               | Libertarien                                                   | Lars R. Grossmith                                             | 4952                                                          | 3,2                                                           |
| Total des votes                                               | Total des votes                                               | Total des votes                                               | 156 070                                                       | 100%                                                          |
|                                                               | Les Républicains conservent                                   |                                                               |                                                               |                                                               |

### 2008
| Élection de 2008 du 49e district congressionnel de Californie | Élection de 2008 du 49e district congressionnel de Californie | Élection de 2008 du 49e district congressionnel de Californie | Élection de 2008 du 49e district congressionnel de Californie | Élection de 2008 du 49e district congressionnel de Californie |
| ------------------------------------------------------------- | ------------------------------------------------------------- | ------------------------------------------------------------- | ------------------------------------------------------------- | ------------------------------------------------------------- |
| Parti                                                         | Parti                                                         | Candidat                                                      | Votes                                                         | %                                                             |
|                                                               | Républicain                                                   | Darrel Issa (sortant)                                         | 140 300                                                       | 58,3                                                          |
|                                                               | Démocrate                                                     | Robert Hamilton                                               | 90 138                                                        | 37,5                                                          |
|                                                               | Libertarien                                                   | Lars R. Grossmith                                             | 10 232                                                        | 4,2                                                           |
| Total des votes                                               | Total des votes                                               | Total des votes                                               | 240 670                                                       | 100%                                                          |
|                                                               | Les Républicains conservent                                   |                                                               |                                                               |                                                               |

### 2010
| Élection de 2010 du 49e district congressionnel de Californie | Élection de 2010 du 49e district congressionnel de Californie | Élection de 2010 du 49e district congressionnel de Californie | Élection de 2010 du 49e district congressionnel de Californie | Élection de 2010 du 49e district congressionnel de Californie |
| ------------------------------------------------------------- | ------------------------------------------------------------- | ------------------------------------------------------------- | ------------------------------------------------------------- | ------------------------------------------------------------- |
| Parti                                                         | Parti                                                         | Candidat                                                      | Votes                                                         | %                                                             |
|                                                               | Républicain                                                   | Darrel Issa (sortant)                                         | 119 083                                                       | 62,8                                                          |
|                                                               | Démocrate                                                     | Howard Katz                                                   | 59 710                                                        | 31,5                                                          |
|                                                               | American Independent                                          | Dion Clark                                                    | 6585                                                          | 3,5                                                           |
|                                                               | Libertarien                                                   | Mike Paster                                                   | 4290                                                          | 2,2                                                           |
| Total des votes                                               | Total des votes                                               | Total des votes                                               | 189 668                                                       | 100%                                                          |
|                                                               | Les Républicains conservent                                   |                                                               |                                                               |                                                               |

### 2012
| Élection de 2012 du 49e district congressionnel de Californie | Élection de 2012 du 49e district congressionnel de Californie | Élection de 2012 du 49e district congressionnel de Californie | Élection de 2012 du 49e district congressionnel de Californie | Élection de 2012 du 49e district congressionnel de Californie |
| ------------------------------------------------------------- | ------------------------------------------------------------- | ------------------------------------------------------------- | ------------------------------------------------------------- | ------------------------------------------------------------- |
| Parti                                                         | Parti                                                         | Candidat                                                      | Votes                                                         | %                                                             |
|                                                               | Républicain                                                   | Darrel Issa (sortant)                                         | 159 725                                                       | 58,2                                                          |
|                                                               | Démocrate                                                     | Jerry Tetalman                                                | 114 893                                                       | 41,8                                                          |
| Total des votes                                               | Total des votes                                               | Total des votes                                               | 274 618                                                       | 100%                                                          |
|                                                               | Les Républicains conservent                                   |                                                               |                                                               |                                                               |

### 2014
| Élection de 2014 du 49e district congressionnel de Californie | Élection de 2014 du 49e district congressionnel de Californie | Élection de 2014 du 49e district congressionnel de Californie | Élection de 2014 du 49e district congressionnel de Californie | Élection de 2014 du 49e district congressionnel de Californie |
| ------------------------------------------------------------- | ------------------------------------------------------------- | ------------------------------------------------------------- | ------------------------------------------------------------- | ------------------------------------------------------------- |
| Parti                                                         | Parti                                                         | Candidat                                                      | Votes                                                         | %                                                             |
|                                                               | Républicain                                                   | Darrel Issa (sortant)                                         | 98 161                                                        | 60,2                                                          |
|                                                               | Démocrate                                                     | Dave Peiser                                                   | 64 981                                                        | 39,8                                                          |
| Total des votes                                               | Total des votes                                               | Total des votes                                               | 163 142                                                       | 100%                                                          |
|                                                               | Les Républicains conservent                                   |                                                               |                                                               |                                                               |

### 2016
| Élection Primaire de 2016 du 49e district congressionnel de Californie, | Élection Primaire de 2016 du 49e district congressionnel de Californie, | Élection Primaire de 2016 du 49e district congressionnel de Californie, | Élection Primaire de 2016 du 49e district congressionnel de Californie, | Élection Primaire de 2016 du 49e district congressionnel de Californie, |
| ----------------------------------------------------------------------- | ----------------------------------------------------------------------- | ----------------------------------------------------------------------- | ----------------------------------------------------------------------- | ----------------------------------------------------------------------- |
| Parti                                                                   | Parti                                                                   | Candidat                                                                | Votes                                                                   | %                                                                       |
|                                                                         | Républicain                                                             | Darrel Issa (sortant)                                                   | 84 582                                                                  | 50,8                                                                    |
|                                                                         | Démocrate                                                               | Doug Applegate                                                          | 75 744                                                                  | 45,5                                                                    |
|                                                                         | Indépendant                                                             | Ryan Glenn Wingo                                                        | 6079                                                                    | 3,7                                                                     |
| Total des votes                                                         | Total des votes                                                         | Total des votes                                                         | 166 405                                                                 | 100%                                                                    |
| Élection de 2016 du 49e district congressionnel de Californie           |                                                                         |                                                                         |                                                                         |                                                                         |
|                                                                         | Républicain                                                             | Darrel Issa (sortant)                                                   | 155 888                                                                 | 50,3                                                                    |
|                                                                         | Démocrate                                                               | Doug Applegate                                                          | 154 267                                                                 | 49,7                                                                    |
| Total des votes                                                         | Total des votes                                                         | Total des votes                                                         | 310 155                                                                 | 100%                                                                    |
|                                                                         | Les Républicains conservent                                             |                                                                         |                                                                         |                                                                         |

### 2018
| Élection Primaire de 2016 du 49e district congressionnel de Californie, | Élection Primaire de 2016 du 49e district congressionnel de Californie, | Élection Primaire de 2016 du 49e district congressionnel de Californie, | Élection Primaire de 2016 du 49e district congressionnel de Californie, | Élection Primaire de 2016 du 49e district congressionnel de Californie, |
| ----------------------------------------------------------------------- | ----------------------------------------------------------------------- | ----------------------------------------------------------------------- | ----------------------------------------------------------------------- | ----------------------------------------------------------------------- |
| Parti                                                                   | Parti                                                                   | Candidat                                                                | Votes                                                                   | %                                                                       |
|                                                                         | Républicain                                                             | Diane Harkey                                                            | 46 468                                                                  | 25,5                                                                    |
|                                                                         | Démocrate                                                               | Mike Levin                                                              | 31 850                                                                  | 17,5                                                                    |
|                                                                         | Démocrate                                                               | Sara Jacobs                                                             | 28 778                                                                  | 15,8                                                                    |
|                                                                         | Démocrate                                                               | Doug Applegate                                                          | 23 850                                                                  | 13,1                                                                    |
|                                                                         | Républicain                                                             | Kristin Gaspar                                                          | 15 467                                                                  | 8,5                                                                     |
|                                                                         | Républicain                                                             | Rocky Chavez                                                            | 13 739                                                                  | 7,5                                                                     |
|                                                                         | Démocrate                                                               | Paul G. Kerr                                                            | 8099                                                                    | 4,4                                                                     |
|                                                                         | Républicain                                                             | Brian Maryott                                                           | 5496                                                                    | 3,0                                                                     |
|                                                                         | Républicain                                                             | Mike Schmitt                                                            | 2379                                                                    | 1,3                                                                     |
|                                                                         | Républicain                                                             | Josh Schoonover                                                         | 1362                                                                    | 0,7                                                                     |
|                                                                         | Républicain                                                             | Craig A. Nordal                                                         | 1156                                                                    | 0,6                                                                     |
|                                                                         | Républicain                                                             | David Medway                                                            | 1066                                                                    | 0,6                                                                     |
|                                                                         | Indépendant                                                             | Robert Pendleton                                                        | 905                                                                     | 0,5                                                                     |
|                                                                         | Vert                                                                    | Danielle St. John                                                       | 690                                                                     | 0,4                                                                     |
|                                                                         | Libertarien                                                             | Joshua L. Hancock                                                       | 552                                                                     | 0,3                                                                     |
|                                                                         | Paix et Liberté                                                         | Jordan J. Mills                                                         | 233                                                                     | 0,1                                                                     |
| Total des votes                                                         | Total des votes                                                         | Total des votes                                                         | 182 090                                                                 | 100%                                                                    |
| Élection de 2018 du 49e district congressionnel de Californie           |                                                                         |                                                                         |                                                                         |                                                                         |
|                                                                         | Démocrate                                                               | Mike Levin                                                              | 166 453                                                                 | 56,4                                                                    |
|                                                                         | Républicain                                                             | Diane Harkey                                                            | 128 577                                                                 | 43,6                                                                    |
| Total des votes                                                         | Total des votes                                                         | Total des votes                                                         | 295 030                                                                 | 100%                                                                    |
|                                                                         | Les Démocrates prennent aux Républicains                                |                                                                         |                                                                         |                                                                         |

### 2020
| Élection de 2020 du 49e district congressionnel de Californie | Élection de 2020 du 49e district congressionnel de Californie | Élection de 2020 du 49e district congressionnel de Californie | Élection de 2020 du 49e district congressionnel de Californie | Élection de 2020 du 49e district congressionnel de Californie |
| ------------------------------------------------------------- | ------------------------------------------------------------- | ------------------------------------------------------------- | ------------------------------------------------------------- | ------------------------------------------------------------- |
| Parti                                                         | Parti                                                         | Candidat                                                      | Votes                                                         | %                                                             |
|                                                               | Démocrate                                                     | Mike Levin (sortant)                                          | 205 179                                                       | 53,1                                                          |
|                                                               | Républicain                                                   | Brian Maryott                                                 | 181 027                                                       | 46,9                                                          |
| Total des votes                                               | Total des votes                                               | Total des votes                                               | 386 206                                                       | 100%                                                          |
|                                                               | Les Démocrates conservent                                     |                                                               |                                                               |                                                               |

### 2022
La Californie a tenu sa Primaire Jungle le 7 juin 2022, selon ce système de Primaire, tous les candidats sont sur le même bulletin de vote, et les deux arrivés en tête s'affronteront le jour de l'Élection Générale, à savoir le 8 novembre 2022.
| Primaire Jungle 2022 du 49e district congressionnel de Californie | Primaire Jungle 2022 du 49e district congressionnel de Californie | Primaire Jungle 2022 du 49e district congressionnel de Californie | Primaire Jungle 2022 du 49e district congressionnel de Californie | Primaire Jungle 2022 du 49e district congressionnel de Californie |
| ----------------------------------------------------------------- | ----------------------------------------------------------------- | ----------------------------------------------------------------- | ----------------------------------------------------------------- | ----------------------------------------------------------------- |
| Parti                                                             | Parti                                                             | Candidat                                                          | Votes                                                             | %                                                                 |
|                                                                   | Démocrate                                                         | Mike Levin (sortant)                                              | 92 211                                                            | 48,9                                                              |
|                                                                   | Républicain                                                       | Brian Maryott                                                     | 35 805                                                            | 19,0                                                              |
|                                                                   | Républicain                                                       | Lisa Bartlett                                                     | 20 163                                                            | 10,7                                                              |
|                                                                   | Républicain                                                       | Christopher Rodriguez                                             | 18 248                                                            | 9,7                                                               |
|                                                                   | Républicain                                                       | Josiah O'Neil                                                     | 14 746                                                            | 9,7                                                               |
|                                                                   | Démocrate                                                         | Nadia Smalley                                                     | 4804                                                              | 2,5                                                               |
|                                                                   | Républicain                                                       | Renee Taylor                                                      | 2597                                                              | 1,4                                                               |

| Élection de 2022 du 49e district congressionnel de Californie | Élection de 2022 du 49e district congressionnel de Californie | Élection de 2022 du 49e district congressionnel de Californie | Élection de 2022 du 49e district congressionnel de Californie | Élection de 2022 du 49e district congressionnel de Californie |
| ------------------------------------------------------------- | ------------------------------------------------------------- | ------------------------------------------------------------- | ------------------------------------------------------------- | ------------------------------------------------------------- |
| Parti                                                         | Parti                                                         | Candidat                                                      | Votes                                                         | %                                                             |
|                                                               | Démocrate                                                     | Mike Levin (sortant)                                          | 153 541                                                       | 52,6                                                          |
|                                                               | Républicain                                                   | Brian Maryott                                                 | 138 194                                                       | 47,4                                                          |
| Total des votes                                               | Total des votes                                               | Total des votes                                               | 291 735                                                       | 100%                                                          |
|                                                               | Les Démocrates conservent                                     |                                                               |                                                               |                                                               |

### 2024
La Californie a tenu sa Primaire Jungle le 5 mars 2024, selon ce système de Primaire, tous les candidats sont sur le même bulletin de vote, et les deux arrivés en tête s'affronteront le jour de l'Élection Générale, à savoir le 5 novembre 2024.
| Primaire Jungle 2024 du 49e district congressionnel de Californie | Primaire Jungle 2024 du 49e district congressionnel de Californie | Primaire Jungle 2024 du 49e district congressionnel de Californie | Primaire Jungle 2024 du 49e district congressionnel de Californie | Primaire Jungle 2024 du 49e district congressionnel de Californie |
| ----------------------------------------------------------------- | ----------------------------------------------------------------- | ----------------------------------------------------------------- | ----------------------------------------------------------------- | ----------------------------------------------------------------- |
| Parti                                                             | Parti                                                             | Candidat                                                          | Votes                                                             | %                                                                 |
|                                                                   | Démocrate                                                         | Mike Levin (sortant)                                              | 97 275                                                            | 51,0                                                              |
|                                                                   | Républicain                                                       | Matt Gunderson                                                    | 49 001                                                            | 25,7                                                              |
|                                                                   | Républicain                                                       | Margarita Wilkinson                                               | 20 900                                                            | 10,9                                                              |
|                                                                   | Républicain                                                       | Kate Monroe                                                       | 19 026                                                            | 10,0                                                              |
|                                                                   | Républicain                                                       | Sheryl Adams                                                      | 4617                                                              | 2,4                                                               |

| Élection de 2024 du 49e district congressionnel de Californie | Élection de 2024 du 49e district congressionnel de Californie | Élection de 2024 du 49e district congressionnel de Californie | Élection de 2024 du 49e district congressionnel de Californie | Élection de 2024 du 49e district congressionnel de Californie |
| ------------------------------------------------------------- | ------------------------------------------------------------- | ------------------------------------------------------------- | ------------------------------------------------------------- | ------------------------------------------------------------- |
| Parti                                                         | Parti                                                         | Candidat                                                      | Votes                                                         | %                                                             |
|                                                               | Démocrate                                                     | Mike Levin (sortant)                                          | 197 397                                                       | 52,2                                                          |
|                                                               | Républicain                                                   | Matt Gunderson                                                | 180 950                                                       | 47,8                                                          |
| Total des votes                                               | Total des votes                                               | Total des votes                                               | 378 347                                                       | 100%                                                          |
|                                                               | Les Démocrates conservent                                     |                                                               |                                                               |                                                               |

## Frontières historique du district
Avant le redécoupage de 2002, la majeure partie du territoire actuellement situé dans le district était auparavant située dans le 48e district. Le 49e district était situé plus au sud, englobant la majeure partie de ce qui est aujourd'hui le 53e district.

### 2003 - 2013
Avant le redécoupage de 2012, le district s'étendait plus à l'intérieur des terres pour inclure une partie du sud du Comté de Riverside et la majeure partie du nord du Comté de San Diego.